# スバルブラット (タミヤ)
スバルブラットは、田宮模型（現・タミヤ）が生産していた1/10スケールの電動ラジコンデュアルパーパス・モデル。富士重工業（現・SUBARU）が生産していたブラット・ピックアップ4WDをモデル化している。後にレーシングバギーとして世に出た「マイティフロッグ」のベースとなった。1983年7月30日発売、当時のキット価格は11,000円。
- シャーシコンポーネンツは一部を除きマイティフロッグと共用。→マイティフロッグを参照
- 発動機はマブチモーター製「RS380」を搭載していた。ところが、マイティフロッグと同型のシャーシを持つにもかかわらず、相当車体重量が重く、1700gを超えていた為、標準のモーターでは馬力が無く、モーターやスピードコントローラーの焼きつき等のトラブルを起こしがちで、走行性能は低かった。
- 上記理由からモーターを540にサイズアップしても性能に大差はなく、「マイティフロッグ」の登場以降、この車に仕様変更するユーザーが多かった（復刻版では540モーターを標準装備）。
- デファレンシャルギアは設けられず、バギーチャンプ同様常時デフロック状態だった。（復刻版ではデファレンシャルギアを搭載）
- タイヤは前後ともバギーチャンプのブロックパターンタイヤを装着。

## メカニズム
- シャシ：ABS樹脂製トラス構造スペースフレームタイプ
- フロントサスペンション：ラジアスアーム付きダブルウィッシュボーン独立懸架、コイルスプリング+ピストン直動インボード式フリクションダンパー
- リヤサスペンション：フルトレーリング独立懸架、縦置きフリクションダンバー（コイルオーバー）
- フロントタイヤ：中空ラバー、ブロックパターン
- リアタイヤ：中空ラバー、ブロックパターン
- 駆動方式：2WD、後輪駆動
- モーター：付属マブチ380をミッドシップ、ギアボックス右側に搭載
- デファレンシャルギア：無し、常時直結、デフロック状態
- ドライブジョイント：六角形状、ダストブーツ付き
- 搭載バッテリー（別売り）：田宮の6V、7.2V（ラクダ）、他社の7.2Vを横置きで積載
- ボディ：ABS樹脂製モノコック造形
- アンテナ：ピアノ線（スチール）1本
- 販売価格：11,000円（当時） 18,690円（復刻版・税込み）
- 2007年3月にリニューアル版として再発売。シャーシはデファレンシャルギア・ドッグボーン仕様のドライブジョイント・ダイヤフラム型オイルダンパー・540モーター搭載と、復刻版マイティフロッグと同様の仕様にアップデートされた。ポリカーボネートとスチロール樹脂の2種類のボディが付属する（その代わり、価格も税込で18,690円と2倍近く上昇した）。